# Simon Busuttil
Pour les articles homonymes, voir Busuttil.
Simon Busuttil, né le 21 mars 1969 à Ħ'Attard, est un homme politique maltais membre du Parti nationaliste. 

## Biographie
Il est député européen, élu pour la première fois lors des élections européennes de 2004. Il siège alors au sein du groupe du groupe du Parti populaire européen. Il est réélu lors des élections européennes de 2009.